# Vladimír Koník
Vladimír Koník (* 3. dubna 1968, Československo) je bývalý slovenský fotbalista a později fotbalový trenér.

## Hráčská kariéra
Jako hráč naposledy působil v ŠKP Dúbravka.

## Trenérská kraiéra
Po konci kariéry působil jako hlavní trenér nejprve v Interu Bratislava, v letech 2007–2009. V roce 2009 odešel do Trenčína, kde trénoval půl roku. V letech 2011–2012 vedl Šamorín a v jarní části ročníku 2012/2013 Senici, která byla pro něj prvním angažmá v Corgoň lize na postu hlavního trenéra. V září 2013 se stal hlavním trenérem FC Nitra a v lednu 2014 ve funkci skončil. Nitra se po podzimní části Corgoň ligy 2013/14 nacházela s  10 body na předposlední 11. příčce ligové tabulky.